# اليوم العالمي لداء الكلب

## التعريف بالمرض
يُحتفل في 9/28 من كل عام باليوم العالميّ لداء الكلب. يوافق هذا التاريخ ذكرى وفاة العالم لويس باستور الذي له الفضل بابتكار أول لقاح ضد المرض.
داء الكلاب هو فيروس معدٍ يهاجم الجهاز العصبي المركزي ويتسبب بالتهاب حاد في الدماغ. يصيب الثديات المنزلية والبرية، والإنسان. يتواجد في إفرازات الحيوانات المعدية. وينتقل إلى الإنسان إذا عضته إحدى هذه الحيوانات أو في حال حصل له بتر في رجله وتعرض حينها لبصاق الحيوان المريض. يجب التعامل مع هذا المرض بشكل فوري وإلا فيؤدي إلى الموت السريع. قد يتأخر ظهور أعراض المرض من 60-300 يوماً بعد العض.
للعلاج الفوريّ دورٌ هامّ في إيقاف تفاقم أعراض المرض. ويُنصح بغسل منطقة الجرح بالماء والصابون دون حكه، ومن الضروري زيارة أقرب مركز طبي. عند ظهور أعراض داء الكلاب عند الإنسان حينها لا يفيد العلاج؛ فغالباً ما يؤدي إلى الموت. لذلك، فإنه لإيقاف احتمالية الإصابة بالفيروس ينصح بإزالة الداء الكلبي عبر تلقيح الحيوانات المعرضة ضد المرض والتي قمنا بذكرها سابقاً. وبذلك نكون قد قضينا على السبب الرئيس لانتقاله إلى الإنسان.
ومن الجدير ذكره أن هذا العمل يجب أن يكون باجتماع لجهودٍ عديدةٍ من الخدمات البيطرية والصحة العامة والمجتمع المحلي.
يلقى حوالي 55 ألف شخص حتفهم جراء هذا الفيروس كل عام مما يعادل حالة وفاة كل عشرة دقائق. وفي كل مرة يتعرض فيها شخصٌ للعض من حيوان مصاب من الضروري حينها إعطاؤه اللقاح للحد من انتشار المرض والقضاء عليه. يُعد العضّ الطريقة الأسرع والأكثر انتشاراً من حيوان معدٍ إلى الإنسان.

## التاريخ
منذ عام 2007 إلى الآن، تقوم الرابطة الأمريكية للحد من داء الكلاب (بالإنجليزية: ARC) والمراكز الأمريكية للسيطرة والحد من الأمراض (بالإنجليزية: CDC) برعاية الذكرى السنوية للمرض بهدف توعية العامة بمخاطر الفيروس، والسيطرة على المرض مِن أن يصيب الإنسان، وإيقاف نقل العدوى إليه. إضافةً إلى نشر أهمية الوقاية بعد التعرض للفيروس. كما وتُنظم الفعاليات كل عام في أغلب أقطار العالم.
ويُطرح في هذه الفعاليات مواد تعليمية وندوات تثقيفية. وتُقدَّم نشاطات مختارة للبيطريين بشكلٍ خاص ومسابقات أخرى لبقية الناس بشكل عام. وتقوم الرابطة العالمية للحد من داء الكلاب (بالإنجليزية:ARC) ومنظمة الأمريكيتين للصحة (بالإسبانية:OPS) بتبني مسابقة في أمريكا الجنوبية والكاريبي والذي يهدف لتشجيع الحكومات والخدمات الصحية والجامعات والمجتمعات والأفراد لمحاربة هذا الفيروس الخطير. كما ويُنجز هذا العمل بالتعاون مع مركز الأمريكيتين للحمى القلاعية (الإسبانية: PANFTOSA) ومركز الصحة البيطرية العامة. تعتبر الكلاب،الناقلة للفيروس، أكثر الحيوانات الأليفة قرباً من ملايين من الأشخاص.
وفقَ الدراسات التي قامت بها مراكز CDC أن 95% من حالات الوفاة تحصل في أفريقيا وآسيا. وأنه يشكل ضحايا هذا المرض جراء العض ما بين 30% و60% وهم ممن ما دون الخمسة عشر عاماً.
منظمة الأمريكيّتين للصحة (بالإسبانية: OPS) تؤكد أن القارة الأمريكية سجلت تراجعاً ملحوظاً في عدد الحالات التي تعرضت للإصابة من الأشخاص والكلاب متأملةً بالاختفاء الكامل للفيروس المنقول عبر الكلاب.

## الاحتفال

### اليوم العالمي لداء الكلاب
شهدت حالات الإصابة بالمرض عند الإنسان تراجعاً بنسبة ما يزيد عن 95% منذ عام 1980 في المنطقة. إضافةً إلى ذلك، أنه لم تُسجل بعدُ حالات بالإصابة في بعض الدول. منذ بدايات عام 2014 حتى شهر حزيران لعام 2015 تمّ تسجيل 13 حالة في بوليفيا، هاييتي، البرازيل، وجمهورية الدومينيكان. كما وسجلت حالات بالإصابة عند الكلاب في مناطق لم يسبق لها أن انتشر فيها الفيروس كالتي كانت خاليةً منه.
ينتج داء الكلاب من فيروس منقول إلى الإنسان جراء تعرضه للعض أو الخمش من الحيوانات المعدية، وبشكل أساسي الكلاب والحيوانات البرية كالخفاش.
تتواجد المطاعيم الآمنة والفعالة لإيقاف المرض عند الحيوانات وأخرى للإنسان حيث تُستخدم قبل وبعد الشك بإصابته.
ولتجنب ظهور الفيروس أو الموت يُنصح بتعقيمٍ مباشرٍ للجرح وأخذ المطعوم في أقرب وقت ممكن بعد التلامس المباشر للحيوان الذي من المحتمل أن يكون مصاباً. ساهم الانتشار الواسع للمطعوم للكلاب بتقليل حالات الإصابة لديهم في عديد من الدول، وفي بعض الأحيان فإن المطعوم يؤدي إلى القضاء على الفيروس.
كما وتُسجل 50 ألف حالة إصابة عند الأشخاص كل عام خصوصاً في آسيا وإفريقيا.

## روابط خارجية
- Sitio Oficial del Día Mundial de la Rabia
- Rabia (Panaftosa-OPS/OMS)
- Redipra 15
- Alerta epidemiológica de la OPS/OMS sobre rabia
- Concurso de fotografías del Día Mundial contra la Rabia
- Alianza Mundial de Lucha contra la Rabia
- http://twitter.com/opsoms #Rabia